# Сборная Чехии по шахматам
Сборная Чехии по шахматам представляет Чехию на международных шахматных турнирах. Контроль и организацию осуществляет Чешская шахматная федерация. Наивысший рейтинг сборной — 2664 (2011).

## Международные турниры
| Шахматная олимпиада         | Шахматная олимпиада         | Шахматная олимпиада         |
| Год                         | Город                       | Место                       |
| С 1927 по 1992 Чехословакия | С 1927 по 1992 Чехословакия | С 1927 по 1992 Чехословакия |
| --------------------------- | --------------------------- | --------------------------- |
| 1994                        | Москва                      | 29 место                    |
| 1996                        | Ереван                      | 32 место                    |
| 1998                        | Элиста                      | 21 место                    |
| 2000                        | Стамбул                     | 39 место                    |
| 2002                        | Блед                        | 18 место                    |
| 2004                        | Кальвиа                     | 29 место                    |
| 2006                        | Турин                       | 11 место                    |
| 2008                        | Дрезден                     | 38 место                    |
| 2010                        | Ханты-Мансийск              | 20 место                    |
| 2012                        | Стамбул                     | 34 место                    |
| 2014                        | Тромсё                      | 26 место                    |
| 2016                        | Баку                        |                             |

| Командный чемпионат Европы  | Командный чемпионат Европы  | Командный чемпионат Европы  |
| Год                         | Город                       | Место                       |
| С 1957 по 1992 Чехословакия | С 1957 по 1992 Чехословакия | С 1957 по 1992 Чехословакия |
| --------------------------- | --------------------------- | --------------------------- |
| 1997                        | Пула                        | 24 место                    |
| 1999                        | Батуми                      | 12 место                    |
| 2001                        | Леон                        | 12 место                    |
| 2003                        | Пловдив                     | 6 место                     |
| 2005                        | Гётеборг                    | 10 место                    |
| 2007                        | Ираклион                    | 15 место                    |
| 2009                        | Нови-Сад                    | 23 место                    |
| 2011                        | Порто Каррас                | 16 место                    |
| 2013                        | Варшава                     | 8 место                     |
| 2015                        | Рейкьявик                   | 12 место                    |
| 2017                        | Крит                        | 14 место                    |
| 2019                        | Батуми                      | 10 место                    |

## Статистика
| Турнир                     | Участий | Годы      | Лучший результат |
| -------------------------- | ------- | --------- | ---------------- |
| Шахматная олимпиада        | 10      | 1994—2012 | 11 место (2006)  |
| Командный чемпионат Европы | 8       | 1997—2011 | 6 место (2003)   |

## Состав сборной

### Состав сборной 2012
| Доска         | Шахматист         | Рейтинг |
| ------------- | ----------------- | ------- |
| 1-я           | Лазничка, Виктор  | 2683    |
| 2-я           | Навара, Давид     | 2691    |
| 3-я           | Грачек, Збинек    | 2619    |
| 4-я           | Бабула, Властимил | 2595    |
| резервная     | Шточек, Йиржи     | 2569    |
| Сборная Чехии | Сборная Чехии     | 2647    |

### Гвардейцы
Чаще других за сборную выступали: 
- На шахматных олимпиадах:

1. Бабула, Властимил — 10 раз.
2. Грачек, Збинек — 7 раз.
3. Навара, Давид — 6 раз.

- На командных чемпионатах Европы: Грачек, Збинек (7 раз)

### Трансферы
Ранее ряд шахматистов сборной Чехии выступали за Чехословакию:
- Блатный, Павел (1988-1992)
- Габа, Петр (1988-1989)
- Грачек, Збинек (1990-1992)
- Медуна, Эдуард (1977, 1989, 1992)
- Мокрый, Карел (1984-1986, 1990-1992)
- Смейкал, Ян (1968-1972, 1980-1990)
- Янса, Властимил (1961, 1970, 1977-1980)

| Ушли             | Ушли     | Ушли |
| Шахматист        | Куда     | Год  |
| ---------------- | -------- | ---- |
| Мовсесян, Сергей | Словакия | 2002 |

## Достижения

### Индивидуальный зачёт
Шахматная олимпиада
| №     | Шахматист         | Gold | Silver | Bronze | Всего | Примечания             |
| ----- | ----------------- | ---- | ------ | ------ | ----- | ---------------------- |
| 1     | Навара, Давид     | 1    |        |        | 1     | 2-я доска (2012)       |
| 2     | Бабула, Властимил |      | 1      |        | 1     | резервная доска (2010) |
| Всего | Всего             | 1    | 1      |        | 2     |                        |

Командный чемпионат Европы по шахматам
| №     | Шахматист         | Gold | Silver | Bronze | Всего | Примечания                                             |
| ----- | ----------------- | ---- | ------ | ------ | ----- | ------------------------------------------------------ |
| 1     | Бабула, Властимил | 1    |        |        | 1     | 3-я доска (2001)                                       |
| 2     | Навара, Давид     |      | 1      | 2      | 3     | 2-я доска и рейтинг перфоманс (2001), 2-я доска (2003) |
| 3-4   | Орал, Томаш       |      |        | 1      | 1     | 4-я доска (1999)                                       |
| 3-4   | Габа, Петр        |      |        | 1      | 1     | резервная доска (1997)                                 |
| Всего | Всего             | 1    | 1      | 4      | 6     |                                                        |